# カンピオナート・ブラジレイロ・セリエA
カンピオナート・ブラジレイロ・セリエA（ポルトガル語: Campeonato Brasileiro Série A, ポルトガル語発音: [kãmpjoˈnatu braziˈlejɾu ˈsɛɾii ˈa]、日本語: ブラジル全国選手権セリエA）は、一般的にブラジレイロン（ポルトガル語: Brasileirão, ポルトガル語発音: [brazilejˈɾãw]）としても知られる、ブラジルのサッカーの1部リーグである。ブラジルサッカー連盟（CBF）の主催により20チームで争われる。

## 歴史
1970年まで開催されたタッサ・ブラジル（各州リーグ戦上位チームによるブラジル選手権大会）とトルネイロ・ホベルト・ゴメス・ペドローザを発展解消して第1回リーグ戦を20チームで開催。その後ブラジルサッカー連盟（CBF）が1部リーグ参加チームの拡大路線を推進した影響で、参加チーム数が80を越えることもあり、ある年度では2部（セリエB）の優勝など上位チームが1部の2次予選リーグから参加することもあった。中でも、1979年の大会では2次・3次リーグからシードされるチームを含め94チームが参加したこともあり、これに抗議して一部の主力クラブが出場辞退となることもあった。
更に1987年は主力13クラブ（通称: C13）が中心となった「コパ・ウニオン」と、それ以外のクラブによるブラジルサッカー連盟主催の「カンピオナート・ブラジレイロ」の2つの1部リーグが並列する異常事態となった。前者はCRフラメンゴ、後者はスポルチ・レシフェが優勝したため1987年大会の優勝クラブは2クラブが存在する状況となり、優勝決定戦の開催をCBFが提案したがフラメンゴが拒否したことでどちらがこの年の優勝クラブかは長らく議論の的になっていた。大会から30年後、ブラジルの最高裁判所は「1987年の優勝クラブはスポルチのみ」としたが、リーグ優勝が事実上無効となったフラメンゴはこの判決を受け入れておらず、1987年大会で優勝していると現在まで主張している。
1996年シーズンにはフルミネンセとCAブラガンチーノ（現: レッドブル・ブラガンチーノ）がセリエBに降格する予定だった。しかし、1997年シーズン開幕直前にブラジル全国審判委員会会長のIves Mendesが連邦議員選挙出馬のための資金提供をクラブ関係者に求め、その見返りに試合の結果を有利にする審判を起用するなどの便宜を図っていたことが発覚。事件に関与したとされるアトレチコ・パラナエンセは360日間国内の如何なる大会にも出場禁止の処分が課された。けれども、CBFはブラジルサッカー規律法典（CBDF）207条により、既に大会に登録されているチームには出場義務があるとし、規約上の抜け道を利用して理事会はアトレチコ-PRに条件付き（勝ち点剥奪やホームでの試合禁止など）で1997年シーズンのセリエAの参加を認めた。そしてアトレチコ-PRの代わりにセリエAに留まるはずだったフルミネンセからの反発を避けるため、フルミネンセとブラガンチーノの降格を取り消し、降格クラブは無しとなった。「ちゃぶ台返し(Virada de mesa)」 と呼ばれたCBFのこの決定には、多くのブラジル国民が批判し、当時のスポーツ大臣だったペレも「ブラジル国民として恥ずかしい」と痛罵した。
1999年には過去2年間の平均成績をもとに降格クラブを決めるシステムが採用された。けれども、このシーズンにサンパウロFC所属のサンドロ・ヒロシが出場資格がないにもかかわらず試合に出場していたことで競技後に順位が変動し、当初は2000年シーズンのセリエAに残留する見込みだったSEガマが一転してセリエBに降格する事態に発展（通称: サンドロ・ヒロシ事件）。当然ガマは反対し、裁判を経て2000年シーズンはCBF主催ではなくC13主催でブラジル全国の116クラブを4つの部門に分けて開催された。トップディビジョンに相当する部門は「ブルーモジュール」と名付けられ、セリエAとセリエBのクラブを合わせた合計25チームで競った。
その後双方の歩み寄りによりチーム数を20前後に制限することになる。2002年までは1回総当りのレギュラーシーズン（予選リーグ）と、その上位チームによるホーム・アンド・アウェートーナメントのプレーオフの2本立てだったが、2003年からは一般的なホーム・アンド・アウェーの2回総当りリーグのみで行われるようになった。セリエAの上位6クラブは、次年度コパ・リベルタドーレスへの出場権を獲得することができる。それに続く6クラブについてはコパ・スダメリカーナに出場する。17位から20位までの下位4クラブ（通称: Z-4, Z4）がカンピオナート・ブラジレイロ・セリエBへと降格する。
2013年シーズンには、フラメンゴとポルトゥゲーザが出場資格のない選手（アンドレ・サントスとエヴェルトン）を試合に起用しており、裁判の末に全日程終了後に勝ち点剥奪の処分が課され残留予定だったポルトゥゲーザが降格、降格予定だったフルミネンセが一転してセリエA残留となった。さらに、2000年代後半から外国人選手・監督が増えたことがあり、2013年からは1試合あたりに出場できるブラジル国籍を持たない選手枠は3人から5人に拡大。2019年からはVARがセリエA全ての試合で導入された。2023年に外国人枠が5人から7人に拡大されると、翌年はさらに9人まで上限が緩和された。この決定はセリエAのクラブ満場一致で採択されたが、ブラジル国内のプロサッカー選手の権利の保護を目指す労働組合Federação Nacional dos Atletas Profissionais de Futebol（FENAPAF）はセリエAとセリエB合わせて140人以上の外国人選手がいるとして反対していた。
2024年時点でのOpta Analysによる世界のリーグランキングでは6位。これは欧州以外の国のリーグではトップであり、ポルトガルやベルギーを上回るレベルと評価された。

## 所属チーム一覧
2025年シーズンの「カンピオナート・ブラジレイロ・セリエA」
| クラブ                     | 州                       | ホームタウン           | スタジアム                     | 収容人数 | 前年度成績  |
| -------------------------- | ------------------------ | ---------------------- | ------------------------------ | -------- | ----------- |
| アトレチコ-MG              | ミナスジェライス州       | ベロオリゾンテ         | アレーナMRV                    | 46,000   | 12位        |
| バイーア                   | バイーア州               | サルヴァドール         | アレーナ・フォンチ・ノヴァ     | 47,907   | 8位         |
| ボタフォゴ                 | リオデジャネイロ州       | リオデジャネイロ       | オリンピコ・ニウトン・サントス | 44,661   | 1位         |
| セアラー                   | セアラー州               | フォルタレザ           | カステロン                     | 63,903   | セリエB 4位 |
| コリンチャンス             | サンパウロ州             | サンパウロ             | ネオ・キミカ・アレーナ         | 47,252   | 7位         |
| クルゼイロ                 | ミナスジェライス州       | ベロオリゾンテ         | ミネイロン                     | 61,927   | 9位         |
| フラメンゴ                 | リオデジャネイロ州       | リオデジャネイロ       | エスタジオ・ド・マラカナン     | 78,838   | 3位         |
| フルミネンセ               | リオデジャネイロ州       | リオデジャネイロ       | エスタジオ・ド・マラカナン     | 78,838   | 13位        |
| フォルタレーザ             | セアラー州               | フォルタレザ           | カステロン                     | 63,903   | 4位         |
| グレミオ                   | リオグランデ・ド・スル州 | ポルト・アレグレ       | アレーナ・ド・グレミオ         | 55,225   | 14位        |
| インテルナシオナル         | リオグランデ・ド・スル州 | ポルト・アレグレ       | エスタジオ・ベイラ＝リオ       | 50,128   | 5位         |
| ジュベントゥージ           | リオグランデ・ド・スル州 | カシアス・ド・スル     | アウフレッド・ジャコーニ       | 19,924   | 15位        |
| ミラソウ                   | サンパウロ州             | ミラソウ               | カンポス・マイア               | 15,000   | セリエB 2位 |
| パルメイラス               | サンパウロ州             | サンパウロ             | アリアンツ・パルケ             | 43,713   | 2位         |
| レッドブル・ブラガンチーノ | サンパウロ州             | ブラガンサ・パウリスタ | ナビ・アビ・シェジド           | 17,022   | 16位        |
| サントス                   | サンパウロ州             | サントス               | ヴィラ・ベルミーロ             | 16,068   | セリエB 1位 |
| サンパウロ                 | サンパウロ州             | サンパウロ             | エスタジオ・ド・モルンビー     | 72,039   | 6位         |
| スポルチ・レシフェ         | ペルナンブーコ州         | レシフェ               | イリャ・ド・ヘチロ             | 32,983   | セリエB 3位 |
| ヴァスコ・ダ・ガマ         | リオデジャネイロ州       | リオデジャネイロ       | サン・ジャヌアーリオ           | 24,584   | 10位        |
| ヴィトーリア               | バイーア州               | サルヴァドール         | バハーダス                     | 34,535   | 11位        |

## 歴代結果

### トルネイオ・ドス・カンピオンイス・(FBF)
| 年度 | 優勝                     | 準優勝       | 3位            | 4位            | クラブ数 |
| ---- | ------------------------ | ------------ | -------------- | -------------- | -------- |
| 1937 | アトレチコ・ミネイロ (1) | フルミネンセ | リオ・ブランコ | ポルトゥゲーザ | 6        |

### タッサ・ブラジル (1959年-1968年)
| 年度 | 優勝             | 準優勝             | 3位及び4位         | 3位及び4位         | クラブ数 |
| ---- | ---------------- | ------------------ | ------------------ | ------------------ | -------- |
| 1959 | バイーア (1)     | サントス           | グレミオ           | ヴァスコ・ダ・ガマ | 16       |
| 1960 | パルメイラス (1) | フォルタレーザ     | フルミネンセ       | サンタクルス       | 17       |
| 1961 | サントス (1)     | バイーア           | アメリカ           | ナウチコ           | 18       |
| 1962 | サントス (2)     | ボタフォゴ         | インテルナシオナル | スポルチ           | 18       |
| 1963 | サントス (3)     | バイーア           | グレミオ           | ボタフォゴ         | 20       |
| 1964 | サントス (4)     | フラメンゴ         | セアラー           | パルメイラス       | 22       |
| 1965 | サントス (5)     | ヴァスコ・ダ・ガマ | ナウチコ           | パルメイラス       | 22       |
| 1966 | クルゼイロ (1)   | サントス           | ナウチコ           | フルミネンセ       | 22       |
| 1967 | パルメイラス (2) | ナウチコ           | グレミオ           | クルゼイロ         | 21       |
| 1968 | ボタフォゴ (1)   | フォルタレーザ     | クルゼイロ         | ナウチコ           | 23       |

### トルネイロ・ホベルト・ゴメス・ペドローザ (1967年-1970年)
| 年度 | 優勝             | 準優勝             | 3位                  | 4位          | クラブ数 |
| ---- | ---------------- | ------------------ | -------------------- | ------------ | -------- |
| 1967 | パルメイラス (3) | インテルナシオナル | コリンチャンス       | グレミオ     | 15       |
| 1968 | サントス (6)     | インテルナシオナル | ヴァスコ・ダ・ガマ   | パルメイラス | 17       |
| 1969 | パルメイラス (4) | クルゼイロ         | コリンチャンス       | ボタフォゴ   | 17       |
| 1970 | フルミネンセ (1) | パルメイラス       | アトレチコ・ミネイロ | クルゼイロ   | 17       |

### カンピオナート・ブラジレイロ・セリエA (1971年-現在)
| シーズン | 優勝                         | 2位                      | 3位                      | クラブ数 |
| -------- | ---------------------------- | ------------------------ | ------------------------ | -------- |
| 1971     | アトレチコ・ミネイロ (2)     | サンパウロ               | ボタフォゴ               | 20       |
| 1972     | パルメイラス (5)             | ボタフォゴ               | インテルナシオナル       | 26       |
| 1973     | パルメイラス (6)             | サンパウロ               | クルゼイロ               | 40       |
| 1974     | ヴァスコ・ダ・ガマ (1)       | クルゼイロ               | サントス                 | 40       |
| 1975     | インテルナシオナル (1)       | クルゼイロ               | フルミネンセ             | 42       |
| 1976     | インテルナシオナル (2)       | コリンチャンス           | アトレチコ・ミネイロ     | 54       |
| 1977     | サンパウロ (1)               | アトレチコ・ミネイロ     | オペラリオ               | 62       |
| 1978     | グアラニ (1)                 | パルメイラス             | インテルナシオナル       | 74       |
| 1979     | インテルナシオナル (3)       | ヴァスコ・ダ・ガマ       | コリチーバ               | 94       |
| 1980     | フラメンゴ (1)               | アトレチコ・ミネイロ     | インテルナシオナル       | 40       |
| 1981     | グレミオ (1)                 | サンパウロ               | ポンチ・プレッタ         | 40       |
| 1982     | フラメンゴ (2)               | グレミオ                 | グアラニ                 | 40       |
| 1983     | フラメンゴ (3)               | サントス                 | アトレチコ・ミネイロ     | 40       |
| 1984     | フルミネンセ (2)             | ヴァスコ・ダ・ガマ       | グレミオ                 | 40       |
| 1985     | コリチーバ (1)               | バングー                 | ブラジウ・ジ・ペタロス   | 44       |
| 1986     | サンパウロ (2)               | グアラニ                 | アトレチコ・ミネイロ     | 80       |
| 1987     | スポルチ (1)                 | グアラニ                 | フラメンゴ               | 16       |
| 1988     | バイーア (2)                 | インテルナシオナル       | フルミネンセ             | 24       |
| 1989     | ヴァスコ・ダ・ガマ (2)       | サンパウロ               | クルゼイロ               | 22       |
| 1990     | コリンチャンス (1)           | サンパウロ               | グレミオ                 | 20       |
| 1991     | サンパウロ (3)               | ブラガンチーノ           | アトレチコ・ミネイロ     | 20       |
| 1992     | フラメンゴ (4)               | ボタフォゴ               | ヴァスコ・ダ・ガマ       | 20       |
| 1993     | パルメイラス (7)             | ヴィトーリア             | コリンチャンス           | 32       |
| 1994     | パルメイラス (8)             | コリンチャンス           | グアラニ                 | 24       |
| 1995     | ボタフォゴ (2)               | サントス                 | クルゼイロ               | 24       |
| 1996     | グレミオ (2)                 | ポルトゥゲーザ           | アトレチコ・ミネイロ     | 24       |
| 1997     | ヴァスコ・ダ・ガマ (3)       | パルメイラス             | インテルナシオナル       | 26       |
| 1998     | コリンチャンス (2)           | クルゼイロ               | サントス                 | 24       |
| 1999     | コリンチャンス (3)           | アトレチコ・ミネイロ     | ヴィトーリア             | 22       |
| 2000     | ヴァスコ・ダ・ガマ (4)       | サンカエターノ           | クルゼイロ               | 25       |
| 2001     | アトレチコ・パラナエンセ (1) | サンカエターノ           | フルミネンセ             | 28       |
| 2002     | サントス (7)                 | コリンチャンス           | グレミオ                 | 26       |
| 2003     | クルゼイロ (2)               | サントス                 | サンパウロ               | 24       |
| 2004     | サントス (8)                 | アトレチコ・パラナエンセ | サンパウロ               | 22       |
| 2005     | コリンチャンス (4)           | インテルナシオナル       | ゴイアス                 | 22       |
| 2006     | サンパウロ (4)               | インテルナシオナル       | グレミオ                 | 20       |
| 2007     | サンパウロ (5)               | サントス                 | フラメンゴ               | 20       |
| 2008     | サンパウロ (6)               | グレミオ                 | クルゼイロ               | 20       |
| 2009     | フラメンゴ (5)               | インテルナシオナル       | サンパウロ               | 20       |
| 2010     | フルミネンセ (3)             | クルゼイロ               | コリンチャンス           | 20       |
| 2011     | コリンチャンス (5)           | ヴァスコ・ダ・ガマ       | フルミネンセ             | 20       |
| 2012     | フルミネンセ (4)             | アトレチコ・ミネイロ     | グレミオ                 | 20       |
| 2013     | クルゼイロ (3)               | グレミオ                 | アトレチコ・パラナエンセ | 20       |
| 2014     | クルゼイロ (4)               | サンパウロ               | インテルナシオナル       | 20       |
| 2015     | コリンチャンス (6)           | アトレチコ・ミネイロ     | グレミオ                 | 20       |
| 2016     | パルメイラス (9)             | サントス                 | フラメンゴ               | 20       |
| 2017     | コリンチャンス (7)           | パルメイラス             | サントス                 | 20       |
| 2018     | パルメイラス (10)            | フラメンゴ               | インテルナシオナル       | 20       |
| 2019     | フラメンゴ (6)               | サントス                 | パルメイラス             | 20       |
| 2020     | フラメンゴ (7)               | インテルナシオナル       | アトレチコ・ミネイロ     | 20       |
| 2021     | アトレチコ・ミネイロ (2)     | フラメンゴ               | パルメイラス             | 20       |
| 2022     | パルメイラス (11)            | インテルナシオナル       | フルミネンセ             | 20       |
| 2023     | パルメイラス (12)            | グレミオ                 | アトレチコ・ミネイロ     | 20       |
| 2024     | ボタフォゴ (3)               | パルメイラス             | フラメンゴ               | 20       |
| 2025     |                              |                          |                          | 20       |

### コパ・ウニオン
| シーズン       | 優勝           | 2位                | 3位                  | クラブ数 |
| -------------- | -------------- | ------------------ | -------------------- | -------- |
| 1987 (C13主催) | フラメンゴ (–) | インテルナシオナル | アトレチコ・ミネイロ | 16       |

## 統計
※CBF非公認大会だった2000年も優勝回数に含む。

### クラブ別優勝回数
| クラブ名                 | 優勝 | 準優勝 | 優勝年度                                                               |
| ------------------------ | ---- | ------ | ---------------------------------------------------------------------- |
| パルメイラス             | 12   | 4      | 1960, 1967, 1967, 1969, 1972, 1973, 1993, 1994, 2016, 2018, 2022, 2023 |
| サントス                 | 8    | 8      | 1961, 1962, 1963, 1964, 1965, 1968, 2002, 2004                         |
| コリンチャンス           | 7    | 3      | 1990, 1998, 1999, 2005, 2011, 2015, 2017                               |
| フラメンゴ               | 7    | 3      | 1980, 1982, 1983, 1992, 2009, 2019, 2020                               |
| サンパウロ               | 6    | 6      | 1977, 1986, 1991, 2006, 2007, 2008                                     |
| クルゼイロ               | 4    | 5      | 1966, 2003, 2013, 2014                                                 |
| ヴァスコ・ダ・ガマ       | 4    | 4      | 1974, 1989, 1997, 2000                                                 |
| フルミネンセ             | 4    | 1      | 1970, 1984, 2010, 2012                                                 |
| インテルナシオナル       | 3    | 7      | 1975, 1976, 1979                                                       |
| アトレチコ・ミネイロ     | 3    | 5      | 1937, 1971, 2021                                                       |
| ボタフォゴ               | 3    | 3      | 1968, 1995,2024                                                        |
| グレミオ                 | 2    | 3      | 1981, 1996                                                             |
| バイーア                 | 2    | 2      | 1959, 1988                                                             |
| グアラニ                 | 1    | 2      | 1978                                                                   |
| アトレチコ・パラナエンセ | 1    | 1      | 2001                                                                   |
| スポルチ・レシフェ       | 1    | 0      | 1987                                                                   |
| コリチーバ               | 1    | 0      | 1985                                                                   |

### 州別優勝回数
| 州                       | 優勝回数 | シーズン |
| ------------------------ | -------- | --- |
| サンパウロ州             | 34       | 1960, 1961, 1962, 1963, 1964, 1965, 1967, 1967, 1968, 1969, 1972, 1973, 1977, 1978, 1986, 1990, 1991, 1993, 1994, 1998, 1999, 2002, 2004, 2005, 2006, 2007, 2008, 2011, 2015, 2016, 2017, 2018, 2022, 2023 |
| リオデジャネイロ州       | 18       | 1968, 1970, 1974, 1980, 1982, 1983, 1984, 1989, 1992, 1995, 1997, 2000, 2009, 2010, 2012, 2019, 2020, 2024                                                                                                 |
| ミナスジェライス州       | 7        | 1937, 1966, 1971, 2003, 2013, 2014, 2021 |
| リオグランデ・ド・スル州 | 5        | 1975, 1976, 1979, 1981, 1996 |
| バイーア州               | 2        | 1959, 1988 |
| パラナ州                 | 2        | 1985, 2001 |
| ペルナンブーコ州         | 1        | 1987 |

## 昇格・降格記録
| シーズン | 降格 | 昇格 |
| -------- | --- | --- |
| 1980     | なし | スポルチ アメリカーノ バングー アメリカ-SP CSA ロンドリーナ                                                                                    |
| 1981     | なし | バイーア ウベルランジア スポルチ パルメイラス アナポリナ グアラニ                                                                              |
| 1982     | ナシオナル-AM CSA ヴィトーリア デスポルチーヴァ ゴイアス ミスト リヴェル-PI ジョインヴィレ アメリカ-RN タグアティンガ フェホヴィアーリオ イタバイアナ | アトレチコ-PR アメリカ-RN サンパウロ-RS コリンチャンス カンポ・グランデ パルメイラス                                                           |
| 1983     | ブラジリエンセ CSA ガリシア ミスト ジョインヴィレ ジュベントス-SP モト トレーゼ パイサンドゥ リオ・ブランコ-ES フォルタレーザ フェホヴィアーリオ      | ウベルランジア アメリカーノ ボタフォゴ-SP グアラニ                                                                                             |
| 1984     | なし | ウベルランジア レモ |
| 1985     | なし | トゥナ・ルーゾ |
| 1986     | なし | トレーゼ セントラル クリシューマ インテル・ジ・リメイラ                                                                                        |
| 1988     | サンタクルス バングー アメリカ-RN クリシューマ | ナウチコ インテル・ジ・リメイラ |
| 1989     | アトレチコ-PR コリチーバ スポルチ グアラニ | ブラガンチーノ サン・ジョゼ |
| 1990     | サン・ジョゼ インテル・ジ・リメイラ | アトレチコ-PR スポルチ |
| 1991     | ヴィトーリア グレミオ | パイサンドゥ グアラニ |
| 1992     | なし | バイーア セアラー フォルタレーザ デスポルチーヴァ アメリカ-MG レモ コリチーバ パラナ サンタクルス グレミオ クリシューマ ウニオン・サンジョアン |
| 1993     | セアラー フォルタレーザ サンタクルス デスポルチーヴァ ゴイアス アメリカ-MG アトレチコ-PR コリチーバ                                                   | なし |
| 1994     | レモ ナウチコ | ゴイアス ジュベントゥージ |
| 1995     | パイサンドゥ ウニオン・サンジョアン | アトレチコ-PR コリチーバ |
| 1996     | フルミネンセ ブラガンチーノ | アメリカ-RN ウニオン・サンジョアン |
| 1997     | バイーア フルミネンセ クリシューマ ウニオン・サンジョアン                                                                                             | アメリカ-MG ポンチ・プレッタ |
| 1998     | ゴイアス アメリカ-MG アメリカ-RN ブラガンチーノ | ガマ ボタフォゴ-SP |
| 1999     | ガマ パラナ ジュベントゥージ ボタフォゴ-SP | バイーア ゴイアス アメリカ-MG サンタクルス |
| 2000     | なし | レモ パラナ サンカエターノ |
| 2001     | アメリカ-MG スポルチ サンタクルス ボタフォゴ-SP | パイサンドゥ フィゲイレンセ |
| 2002     | ガマ ボタフォゴ ポルトゥゲーザ パルメイラス | フォルタレーザ クリシューマ |
| 2003     | バイーア フォルタレーザ | ボタフォゴ パルメイラス |
| 2004     | ヴィトーリア グレミオ クリシューマ グアラニ | フォルタレーザ ブラジリエンセ |
| 2005     | ブラジリエンセ アトレチコ-MG パイサンドゥ コリチーバ                                                                                                  | グレミオ サンタクルス |
| 2006     | フォルタレーザ サンタクルス サンカエターノ ポンチ・プレッタ                                                                                           | アトレチコ-MG スポルチ ナウチコ アメリカ-RN |
| 2007     | パラナ アメリカ-RN ジュベントゥージ コリンチャンス | ヴィトーリア イパチンガ コリチーバ ポルトゥゲーザ                                                                                              |
| 2008     | イパチンガ ヴァスコ・ダ・ガマ フィゲイレンセ ポルトゥゲーザ                                                                                           | アヴァイ コリンチャンス サント・アンドレ グレミオ・バルエリ                                                                                    |
| 2009     | コリチーバ スポルチ ナウチコ サント・アンドレ | セアラー アトレチコ-GO ヴァスコ・ダ・ガマ グアラニ                                                                                             |
| 2010     | ヴィトーリア ゴイアス グレミオ・プルデンテ グアラニ                                                                                                   | バイーア アメリカ-MG コリチーバ フィゲイレンセ                                                                                                 |
| 2011     | セアラー アメリカ-MG アトレチコ-PR アヴァイ | スポルチ ナウチコ ポルトゥゲーザ ポンチ・プレッタ                                                                                              |
| 2012     | アトレチコ-GO スポルチ フィゲイレンセ パルメイラス | ヴィトーリア ゴイアス アトレチコ-PR クリシューマ                                                                                               |
| 2013     | ナウチコ ヴァスコ・ダ・ガマ ポルトゥゲーザ ポンチ・プレッタ                                                                                           | スポルチ シャペコエンセ フィゲイレンセ パルメイラス                                                                                            |
| 2014     | ヴィトーリア バイーア ボタフォゴ クリシューマ | ジョインヴィレ アヴァイ ポンチ・プレッタ ヴァスコ・ダ・ガマ                                                                                    |
| 2015     | ゴイアス ジョインヴィレ アヴァイ ヴァスコ・ダ・ガマ                                                                                                   | ヴィトーリア アメリカ-MG サンタクルス ボタフォゴ                                                                                               |
| 2016     | アメリカ-MG サンタクルス インテルナシオナル フィゲイレンセ                                                                                            | バイーア アトレチコ-GO ヴァスコ・ダ・ガマ アヴァイ                                                                                             |
| 2017     | アトレチコ-GO コリチーバ アヴァイ ポンチ・プレッタ | セアラー アメリカ-MG パラナ インテルナシオナル                                                                                                 |
| 2018     | ヴィトーリア アメリカ-MG パラナ スポルチ | CSA フォルタレーザ ゴイアス アヴァイ |
| 2019     | CSA クルゼイロ シャペコエンセ アヴァイ | ブラガンチーノ スポルチ コリチーバ アトレチコ-GO                                                                                               |
| 2020     | ゴイアス コリチーバ ヴァスコ・ダ・ガマ ボタフォゴ | クイアバ アメリカ-MG ジュベントゥージ シャペコエンセ                                                                                           |
| 2021     | バイーア スポルチ グレミオ シャペコエンセ | ゴイアス コリチーバ ボタフォゴ アヴァイ |
| 2022     | セアラー アトレチコ-GO アヴァイ ジュベントゥージ | バイーア クルゼイロ ヴァスコ・ダ・ガマ グレミオ                                                                                                |
| 2023     | ゴイアス アメリカ-MG コリチーバ サントス | ヴィトーリア アトレチコ-GO クリシューマ ジュベントゥージ                                                                                       |
| 2024     | アトレチコ-GO クイアバ アトレチコ-PR クリシューマ | セアラー スポルチ サントス ミラソウ |
| 2025     | | |

## 歴代得点記録

### シーズン得点王
2024年シーズン終了現在
| シーズン | 選手                                                | 所属クラブ                                               | 得点数 |
| -------- | --------------------------------------------------- | -------------------------------------------------------- | ------ |
| 1971     | ダダ・マラヴィーリャ                                | アトレチコ・ミネイロ                                     | 15     |
| 1972     | ダダ・マラヴィーリャ (2) ペドロ・ローシャ           | アトレチコ・ミネイロ サンパウロ                          | 17     |
| 1973     | ラモン                                              | サンタクルス                                             | 21     |
| 1974     | ロベルト・ディナミッチ                              | ヴァスコ・ダ・ガマ                                       | 16     |
| 1975     | フラヴィオ・ミヌアーノ                              | インテルナシオナル                                       | 16     |
| 1976     | ダダ・マラヴィーリャ (3)                            | インテルナシオナル                                       | 16     |
| 1977     | レイナウド                                          | アトレチコ・ミネイロ                                     | 28     |
| 1978     | パウリーニョ                                        | ヴァスコ・ダ・ガマ                                       | 19     |
| 1979     | セーザル                                            | アメリカ・ミネイロ                                       | 13     |
| 1980     | ジーコ                                              | フラメンゴ                                               | 21     |
| 1981     | ヌーネス                                            | フラメンゴ                                               | 16     |
| 1982     | ジーコ (2)                                          | フラメンゴ                                               | 21     |
| 1983     | セルジーニョ・シュラッパ                            | サントス                                                 | 22     |
| 1984     | ロベルト・ディナミッチ (2)                          | ヴァスコ・ダ・ガマ                                       | 16     |
| 1985     | エジマール                                          | グアラニ                                                 | 20     |
| 1986     | カレッカ                                            | サンパウロ                                               | 25     |
| 1987     | ミューレル                                          | サンパウロ                                               | 10     |
| 1988     | ニウソン                                            | インテルナシオナル                                       | 15     |
| 1989     | トゥーリオ・マラヴィーリャ                          | ゴイアス                                                 | 11     |
| 1990     | シャルレス                                          | バーイア                                                 | 11     |
| 1991     | パウリーニョ・マクラーレン                          | サントス                                                 | 15     |
| 1992     | ベベット                                            | ヴァスコ・ダ・ガマ                                       | 18     |
| 1993     | グーガ                                              | サントス                                                 | 15     |
| 1994     | マルシオ・アモローゾ トゥーリオ・マラヴィーリャ (2) | グアラニ ボタフォゴ                                      | 19     |
| 1995     | トゥーリオ・マラヴィーリャ (3)                      | ボタフォゴ                                               | 23     |
| 1996     | ヘナウド パウロ・ヌーネス                           | アトレチコ・ミネイロ グレミオ                            | 16     |
| 1997     | エジムンド                                          | ヴァスコ・ダ・ガマ                                       | 29     |
| 1998     | ヴィオラ                                            | サントス                                                 | 21     |
| 1999     | ギリェルメ                                          | アトレチコ・ミネイロ                                     | 28     |
| 2000     | ジウマグノ・アウベス ロマーリオ                     | ゴイアス フルミネンセ ヴァスコ・ダ・ガマ                 | 20     |
| 2001     | ロマーリオ (2)                                      | ヴァスコ・ダ・ガマ                                       | 21     |
| 2002     | ルイス・ファビアーノ ロドリゴ・ファブリ             | サンパウロ グレミオ                                      | 19     |
| 2003     | ジンバ                                              | ゴイアス                                                 | 31     |
| 2004     | ワシントン                                          | アトレチコ・パラナエンセ                                 | 34     |
| 2005     | ロマーリオ (3)                                      | ヴァスコ・ダ・ガマ                                       | 22     |
| 2006     | ソウザ                                              | ゴイアス                                                 | 17     |
| 2007     | ジョジエウ                                          | パラナ・クルーベ                                         | 20     |
| 2008     | ケイリゾン ワシントン (2) クレーベル・ペレイラ      | コリチーバ フルミネンセ サントス                         | 21     |
| 2009     | アドリアーノ ジエゴ・タルデッリ                     | フラメンゴ アトレチコ・ミネイロ                          | 19     |
| 2010     | ジョナス                                            | グレミオ                                                 | 23     |
| 2011     | ボルジェス                                          | サントス                                                 | 23     |
| 2012     | フレッジ                                            | フルミネンセ                                             | 20     |
| 2013     | エデルソン                                          | アトレチコ・パラナエンセ                                 | 21     |
| 2014     | フレッジ (2)                                        | フルミネンセ                                             | 18     |
| 2015     | リカルド・オリヴェイラ                              | サントス                                                 | 20     |
| 2016     | ジエゴ・ソウザ フレッジ (3) ウィリアム・ポッチケ    | スポルチ・レシフェ アトレチコ・ミネイロ ポンチ・プレッタ | 14     |
| 2017     | ジョー エンリケ・ドゥラード                         | コリンチャンス フルミネンセ                              | 18     |
| 2018     | ガビゴウ                                            | サントス                                                 | 18     |
| 2019     | ガビゴウ (2)                                        | フラメンゴ                                               | 25     |
| 2020     | ルシアーノ クラウジーニョ                           | サンパウロ ブラガンチーノ                                | 18     |
| 2021     | フッキ                                              | アトレチコ・ミネイロ                                     | 19     |
| 2022     | ヘルマン・カノ                                      | フルミネンセ                                             | 26     |
| 2023     | パウリーニョ                                        | アトレチコ・ミネイロ                                     | 20     |
| 2024     | ユーリ・アウベルト アレランドロ                     | コリンチャンス ヴィトーリア                              | 15     |
| 2025     | 不明の旗                                            |                                                          |        |

### 得点王のクラブ別の輩出回数
| クラブ                   | 回数 | シーズン                                             |
| ------------------------ | ---- | ---------------------------------------------------- |
| アトレチコ・ミネイロ     | 9    | 1971, 1972, 1977, 1996, 1999, 2009, 2016, 2021, 2023 |
| ヴァスコ・ダ・ガマ       | 8    | 1974, 1978, 1984, 1992, 1997, 2000, 2001, 2005       |
| サントス                 | 8    | 1983, 1991, 1993, 1998, 2008, 2011, 2015, 2018       |
| フルミネンセ             | 6    | 2000, 2008, 2012, 2014, 2017, 2022                   |
| サンパウロ               | 5    | 1972, 1986, 1987, 2002, 2020                         |
| フラメンゴ               | 5    | 1980, 1981, 1982, 2009, 2019                         |
| ゴイアス                 | 4    | 1989, 2000, 2003, 2006                               |
| インテルナシオナル       | 3    | 1975, 1976, 1988                                     |
| グレミオ                 | 3    | 1996, 2002, 2010                                     |
| グアラニ                 | 2    | 1985, 1994                                           |
| ボタフォゴ               | 2    | 1994, 1995                                           |
| アトレチコ・パラナエンセ | 2    | 2004, 2013                                           |
| コリンチャンス           | 2    | 2017, 2024                                           |
| サンタクルス             | 1    | 1973                                                 |
| アメリカ・ミネイロ       | 1    | 1979                                                 |
| バーイア                 | 1    | 1990                                                 |
| パラナ・クルーベ         | 1    | 2007                                                 |
| コリチーバ               | 1    | 2008                                                 |
| スポルチ・レシフェ       | 1    | 2016                                                 |
| ポンチ・プレッタ         | 1    | 2016                                                 |
| ブラガンチーノ           | 1    | 2020                                                 |
| ヴィトーリア             | 1    | 2024                                                 |

### 通算得点数
2025年1月18日現在
| 選手                       | 得点数 | 出場数 | 得点率 | 在籍したクラブ数 | 在籍したクラブ |
| -------------------------- | ------ | ------ | ------ | ---------------- | --- |
| ロベルト・ディナミッチ     | 190    | 328    | 57.93% | 2                | ヴァスコ・ダ・ガマ ポルトゥゲーザ |
| フレッジ                   | 158    | 343    | 46.06% | 3                | クルゼイロ フルミネンセ アトレチコ・ミネイロ |
| ロマーリオ                 | 154    | 251    | 61.35% | 3                | ヴァスコ・ダ・ガマ フラメンゴ フルミネンセ |
| エジムンド                 | 153    | 316    | 48.42% | 5                | ヴァスコ・ダ・ガマ パルメイラス フラメンゴ クルゼイロ フルミネンセ |
| ジーコ                     | 135    | 249    | 54.22% | 1                | フラメンゴ |
| ジエゴ・ソウザ             | 130    | 472    | 27.54% | 10               | ヴァスコ・ダ・ガマ フルミネンセ フラメンゴ グレミオ パルメイラス アトレチコ・ミネイロ スポルチ・レシフェ クルゼイロ サンパウロ ボタフォゴ                                   |
| トゥーリオ・マラヴィーリャ | 129    | 241    | 53.53% | 6                | ゴイアス ボタフォゴ コリンチャンス ヴィトーリア サンカエターノ ジュベントゥージ                                                                                             |
| セルジーニョ・シュラッパ   | 127    | 184    | 69.02% | 3                | サンパウロ サントス コリンチャンス |
| ダダ・マラヴィーリャ       | 127    | 240    | 52.92% | 10               | アトレチコ・ミネイロ フラメンゴ スポルチ・レシフェ インテルナシオナル パイサンドゥ ナウチコ サンタクルス バーイア ゴイアス コリチーバ                                       |
| ワシントン                 | 126    | 201    | 62.69% | 5                | パラナ・クルーベ ポンチ・プレッタ アトレチコ・パラナエンセ フルミネンセ サンパウロ                                                                                          |
| ルイス・ファビアーノ       | 116    | 212    | 54.72% | 3                | ポンチ・プレッタ サンパウロ ヴァスコ・ダ・ガマ |
| ガビゴウ                   | 113    | 264    | 42.8%  | 3                | サントス フラメンゴ クルゼイロ |
| パブロ・バイアー           | 108    | 404    | 26.73% | 7                | アトレチコ・パラナエンセ アトレチコ・ミネイロ ボタフォゴ ヴァスコ・ダ・ガマ ゴイアス パルメイラス スポルチ・レシフェ                                                        |
| ヴェリントン・パウリスタ   | 108    | 435    | 24.83% | 12               | パラナ・クルーベ サントス ボタフォゴ クルゼイロ パルメイラス クリシューマ インテルナシオナル フルミネンセ ポンチ・プレッタ シャペコエンセ フォルタレーザ アメリカ・ミネイロ |
| アレクサンドロ             | 105    | 330    | 31.82% | 7                | インテルナシオナル ヴァスコ・ダ・ガマ アトレチコ・ミネイロ フラメンゴ パルメイラス コリチーバ CSA                                                                           |
| クレーベル・ペレイラ       | 102    | 195    | 52.31% | 4                | アトレチコ・パラナエンセ サントス インテルナシオナル ヴィトーリア |
| ペレ                       | 101    | 173    | 58.38% | 1                | サントス |

## テレビ中継
- 2024年現在、日本のメディアによる放送（配信）は行われていない。

## シーズン別大会名
- ブラジレイロン TAM (2001)
- Troféu VISA Electron (2002)
- ブラジレイロン (2003-2004)
- Taça Nestlé Brasileirão (2005)
- ブラジレイロン (2006-2008)
- ブラジレイロン Petrobras (2009-2012)
- ブラジレイロン (2013)
- ブラジレイロン Chevrolet (2014-2017)
- ブラジレイロン Assaí (2018-2023)
- ブラジレイロン Betano (2024-現在)